# Daniel Levi (rugby à XIII)

a Compétitions nationales et continentales officielles uniquement.

b Matchs officiels uniquement.
Daniel Levi dit Danny Levi, né le 5 décembre 1995 à Wellington (Nouvelle-Zélande), est un joueur néo-zélandais d'origine samoane de rugby à XIII évoluant au poste de talonneur dans les années 2000. Il fait ses débuts en National Rugby League avec les Knights de Newcastle lors de la saison 2015. Il s'impose comme titulaire à compter de 2016. Ses performances l'amènent à être sélectionné avec la Nouvelle-Zélande avec laquelle il dispute la Coupe du monde 2017. En 2019, il prend part à la première édition de la Coupe du monde de rugby à neuf avec les Samoa.

## Biographie
Il est nommé dans l'équipe de rêve de l'édition 2019 de la Coupe du monde de rugby à neuf.

## Palmarès
- Collectif : 
  - Finaliste de la Coupe du monde : 2021 (Samoa).

- Individuel :
  - Nommé dans l'équipe de rêve de la Coupe du monde de rugby à neuf : 2019 (Samoa).

## Détails

### Détails en sélection
| 1. | 28 octobre 2017  | Samoa  | 38-8  | Coupe du monde | Remplaçant | 0 | 0 | 0 | 0 |
| 2. | 4 novembre 2017  | Écosse | 74-6  | Coupe du monde | Remplaçant | 0 | 0 | 0 | 0 |
| 3. | 11 novembre 2017 | Tonga  | 22-28 | Coupe du monde | Remplaçant | 0 | 0 | 0 | 0 |
| 4. | 18 novembre 2017 | Fidji  | 2-4   | Coupe du monde | Talonneur  | 0 | 0 | 0 | 0 |

### En club

#### Statistiques
| Saison | Club              | Compétition           | Matchs | Points | Essais | Goals | Drops |
| ------ | ----------------- | --------------------- | ------ | ------ | ------ | ----- | ----- |
| 2015   | Newcastle Knights | National Rugby League | 7      | 8      | 2      | 0     | 0     |
| 2016   | Newcastle Knights | National Rugby League | 18     | 0      | 0      | 0     | 0     |
| 2017   | Newcastle Knights | National Rugby League | 24     | 12     | 3      | 0     | 0     |
| 2018   | Newcastle Knights | National Rugby League | 17     | 0      | 0      | 0     | 0     |
| 2019   | Newcastle Knights | National Rugby League | 17     | 0      | 0      | 0     | 0     |